# Cerdistus acuminatus
Cerdistus acuminatus là một loài ruồi trong họ Asilidae. Cerdistus acuminatus được Theodor miêu tả năm 1980. Loài này phân bố ở vùng Cổ Bắc giới và châu Á.